# Plaumanniella novateutoniae
Plaumanniella novateutoniae là một loài bọ cánh cứng trong họ Cerambycidae.